# Grifftöter

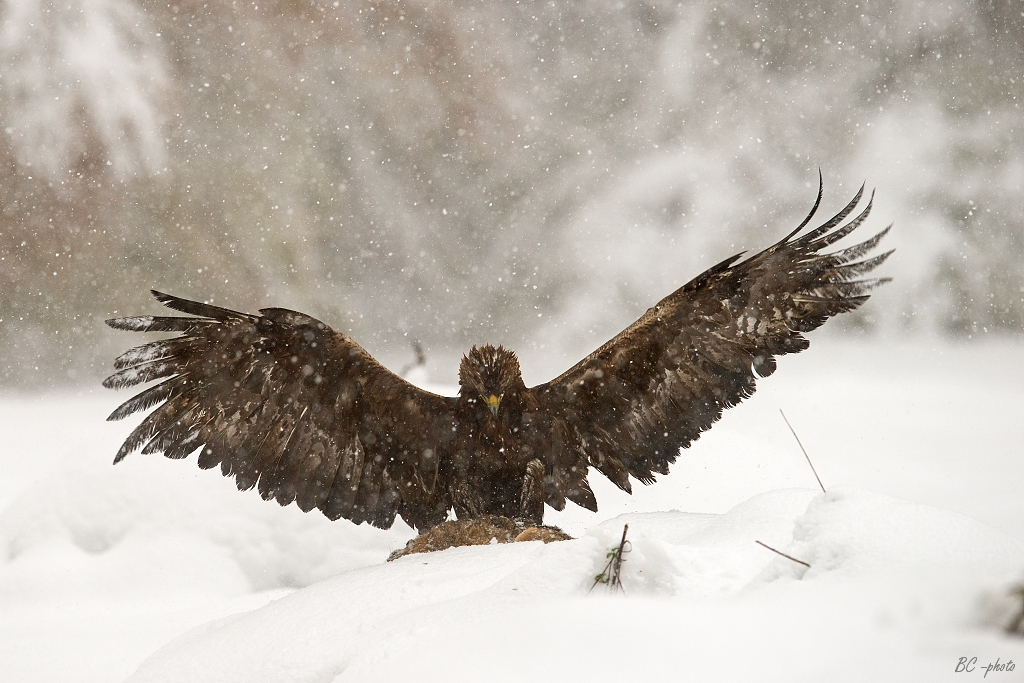
Steinadler mit Beute

Unter den Greifvögeln wird nach der Art, wie die Beute getötet wird, zwischen Grifftöter und Bisstöter unterschieden. Der Ausdruck ist in der Ornithologie nicht allgemein üblich, wird aber verbreitet in der Jägersprache und der Fachsprache der Falknerei verwendet.
Zuerst unterschied der Ornithologe, Jagdkundler und Falkner Heinz Brüll 1937 zwischen „Grifftötern mit Reißhaken-Schneideschnabel“ und „Griffhaltern mit Reißhaken-Beißschnabel“ Bei den Grifftötern ist die Klaue der ersten Zehe („Fangklaue“) und der zweiten Zehe („Atzklaue“) besonders lang und länger als diejenigen der dritten und vierten Zehe. Bei den Griffhaltern sind alle Klauen ungefähr gleich lang.
Im Unterschied zum Bisstöter (hierzu gehören im Allgemeinen alle Falkenartigen), der die Beute durch einen Nackenbiss tötet und die Krallen lediglich zum Festhalten der Beute nutzt, erlegt der Grifftöter seine Beute allein mit Hilfe seiner langen und äußerst kräftigen Krallen. Zu den Grifftötern gehören im Besonderen die Habichtartigen und die meisten Adler. Grifftöter sind häufig an ihren langen Beinen zu erkennen, die es ihnen ermöglicht, auch große, wehrhafte Beute zu erlegen, da diese durch die langen Beine auf Distanz gehalten werden kann.